# Penfui Timur
Penfui Timur is een bestuurslaag in het regentschap Kupang van de provincie Oost-Nusa Tenggara, Indonesië. Penfui Timur telt 6198 inwoners (volkstelling 2010).
De Slag bij Penfui vond hier plaats op 9 november 1749, waarbij de Portugezen en de met hen verbonden inlandse Topasse krijgers, werden verslagen door de Nederlanders en hun bondgenoten: Hiermee kwam de Verenigde Oostindische Compagnie in het bezit van het grootste deel van West-Timor